# Terin Humphrey
Terin Marie Humphrey (Saint Joseph, 14 de agosto de 1986) é uma ex-ginasta americana que competia em provas de ginástica artística.
Terin fez parte da equipe americana que conquistou a medalha de prata nos Jogos Olímpicos de Atenas, em 2004, Grécia.

## Carreira
Filha de Steve e Lisa Humphrey, Terin começou na ginástica aos dois anos de idade. Aos treze, participou de seu primeiro evento nacional, entrando para a equipe americana nacional no ano posterior. Em 2002, no Campeonato Mundial de Debrecen, Terin conquistou a nona colocação no salto, e a décima primeira no solo. No ano posterior, durante o Campeonato Mundial de Anaheim, Terin ao lado de Courtney Kupets, Chellsie Memmel, Carly Patterson, Tasha Schwikert e Hollie Vise, conquistou a medalha de ouro por equipes, deixando a equipe romena de Catalina Ponor, com a prata, e a australiana com o bronze.
Em sua primeira aparição olímpica, nos Jogos Olímpicos de Atenas, Terin conquistou a medalha de prata na prova coletiva, superada pela equipe romena, medalhista de ouro; a Rússia, completou o pódio dessa edição olímpica. Classificada para a final das barras assimétricas, fora novamente medalhista de prata, ao somar 9,662 pontos. A francesa Émilie Le Pennec, conquistou a primeira colocação, pontuando 9.687 pontos, a compatriota Courtney Kupets, fora a terceira melhor ginasta ranqueada. Em 2005, representando a Universidade do Alabama, fora medalhista de ouro nas barras e prata por equipes, durante o NCAA Championships. Em meados de 2006, a ginasta fora submetida a uma cirurgia nos dois cotovelos, afastando-se das principais competições do ano. Disputando a temporada 2007 do NCAA, conquistou novamente o ouro nas barras assimétricas. Durante a temporada de 2008, Terin teve que se ausentar das competições, devido a dores das costas. Com isso, a ginasta anunciou oficialmente sua aposentadoria do desporto, após seis anos de carreira e duas cirurgias.

## Principais resultados
| Ano  | Evento                                    | AA                | Equipe            | Salto sobre o cavalo | Trave | Barras assimétricas | Solo |
| ---- | ----------------------------------------- | ----------------- | ----------------- | -------------------- | ----- | ------------------- | ---- |
| 1999 | JO Nationals (júnior)                     | Medalha de bronze |                   |                      |       |                     |      |
| 2000 | Campeonato Internacional                  | Medalha de bronze | Medalha de ouro   |                      |       |                     |      |
| 2001 | Copa América                              | 8º                | Medalha de ouro   |                      |       |                     |      |
| 2002 | Campeonato Mundial de Ginástica Artística |                   |                   | 9º                   |       |                     | 11º  |
| 2002 | Estados Unidos vs México                  | Medalha de prata  | Medalha de ouro   |                      |       |                     |      |
| 2003 | Campeonato Mundial de Ginástica Artística |                   | Medalha de ouro   |                      |       |                     |      |
| 2004 | Campeonato Nacional Americano             | Medalha de bronze |                   |                      |       |                     |      |
| 2004 | Pré-Olímpico                              | 7º                |                   |                      |       |                     |      |
| 2004 | Jogos Olímpicos                           |                   | Medalha de prata  |                      |       | Medalha de prata    |      |
| 2005 | NCAA Championships                        | 7º                | Medalha de prata  |                      | 5º    | Medalha de ouro     | 5º   |
| 2005 | SEC Championships                         |                   | Medalha de bronze |                      |       | Medalha de ouro     |      |
| 2006 | NCAA Championships                        | 10º               | Medalha de bronze |                      |       | 4º                  |      |
| 2007 | NCAA Championships                        |                   |                   |                      | 8º    | Medalha de ouro     |      |